# Загребский ботанический сад
Ботанический сад факультета естественных и математических наук Загребского университета (хорв. Botanički vrt Prirodoslovno-matematičkog fakulteta Sveučilišta u Zagrebu) — ботанический сад в городе Загреб (Хорватия). Ботанический сад является членом Международного совета ботанических садов по охране растений (BGCI) и имеет международный идентификационный код ZAVRT.

## История
Идея создания ботанического сада для отделения ботаники и физиологии философского факультета была инициирована профессором Бохуславом Йирушем, первым профессором ботаники в Загребском университете. Его преемник, профессор Антун Хайнц, воплотил идею в жизнь и основал ботанический сад в 1889 году. Интересно отметить, что в то время в Загребе было всего лишь 2 000 домов и 38 000 жителей, но университет существовал уже 220 лет.
Первые проектные и строительные работы в саду начались в 1890 году, а первые посадки растений — в 1892 году. Большая часть сада была спроектирована в ландшафтном стиле с нерегулярно посаженными группами деревьев и кустарников и извилистыми дорожками. Только партер, расположенный к югу от оранжереи, был создан во французском стиле в соответствии с симметричным планом. К началу XX века, всего за десять лет работы, в ботаническом саду росло много видов растений, а сам сад был эстетически хорошо продуман и тщательно ухожен.
Во время Первой мировой войны и экономического кризиса для ботанического сада наступил очень тяжёлый период и он был на время закрыт для публики. Однако, несмотря на трудности, в 1927 году по инициативе профессора Иво Хорвата был создан карстовый фитогеографический отдел, первый отдел, предназначенный для местных видов хорватской флоры. За ним последовали фитогеографические отделы, предназначенные для альпийских (1949), средиземноморских (1954), субсредиземноморских (1965) и западноевропейских (1983) групп растений. Последний средиземноморский фитогеографический отдел был создан для растений, которые хорошо себя чувствуют на ярком солнце (2009).
Во время Второй мировой войны и нескольких послевоенных лет поддерживались только главные части сада. Во время бомбардировок сад был значительно поврежден и снова закрыт для публики. Для восстановления ботанического сада в 1948 году была создана должность директора ботанического сада, и её с 1948 по 1978 год занимал доктор Сало Унгар.
В 1971 году ботанический сад был объявлен памятником садово-паркового искусства из-за своей образовательной, культурной, исторической и туристической ценности и общей важности для Загреба и Хорватии.
В течение 1980-х годов сад был тщательно восстановлен и модернизирован (оранжереи, декоративный кованый забор, небольшие пруды и мостик). В 1989 году было торжественно отмечено столетие старейшего университетского ботанического сада Хорватии.

## Описание ботанического сада
В ботаническом саду произрастает около 10 000 таксонов растений со всего мира, включая 1 800 экзотических растений.
Коллекции ботанического сада:
- Местная хорватская флора
- Средиземноморская флора
- Горные и альпийские растения
- Водные растения
- Дендрарий
  - Деревья и кустарники
  - Хвойные деревья
- Кактусы и другие суккуленты
- Пальмы
- Растения-хищники
- Травянистые и однолетние растения

## Галерея
- Дегения велебитская (Degenia velebitica)
- Делосперма Купера (Delosperma cooperi)
- Цветок магнолии
- Водяные лилии